# كلوستريديوم أسطواني الأبواغ
كلوستريديوم سلندروسبورام أو كلوستريديوم أسطواني الأبواغ  هو نوع من البكتيريا من فصيلة كلوستريدياسيا.